# Luca Spiegel
Luca Spiegel (Landau in der Pfalz, 23 aprile 2004) è un pistard tedesco.

## Palmarès

### Pista
- 2021

Campionati tedeschi, Velocità a squadre Junior (con Henric Hackmann e Torben Osterheld)
- 2022

Campionati europei, Velocità a squadre Junior (con Torben Osterheld e Danny-Luca Werner)

## Piazzamenti

### Competizioni mondiali
- Campionati del mondo su pista

Il Cairo 2021 - Velocità a squadre Junior: 2º
Tel Aviv 2022 - Velocità a squadre Junior: 2º
Tel Aviv 2022 - Velocità Junior: 3º

### Competizioni europee
- Campionati europei su pista

Apeldoorn 2021- Velocità a squadre Junior: 2º
Anadia 2022 - Velocità a squadre Junior: vincitore
Grenchen 2023 - Velocità a squadre: 4º
Anadia 2023 - Velocità a squadre Under-23: 3º
Anadia 2023 - Velocità Under-23: 10º